# Zeca Pato
Zeca Pato é um personagem Disney criado por Carl Barks na história Troncos e Galhos Familiares, onde é visitado por seu primo Pato Donald. Lenhador que mora nas florestas de coníferas do Canadá, segundo Don Rosa, que criou uma árvore genealógica estendida da Família Pato, é irmão de Peninha, e filho de Patina Dora e Éder Patolfo.